# Gennaro Maria D'Afflitto
Gennaro Maria D'Afflitto (Napoli, 1618 – Napoli, 1673) è stato un religioso, architetto e ingegnere italiano. Si occupò di architettura militare e di balistica, al servizio del Regno di Napoli e degli Asburgo di Spagna.

## Biografia
Figlio di Alessandro ed Eleonora Vespoli, nacque a Napoli nel 1618. Nel 1633, all'età di 15 anni, fu ammesso, come novizio, nel convento domenicano di Santa Maria della Sanità, dove emise la professione nel 1634. Passò poi per ordine pontificio nel monastero di Monte Oliveto, per rientrare definitivamente nel convento dei Domenicani. I suoi studi furono costantemete applicati alla filosofia naturale, alla fisica, alla matematica e, in particolare, all'architettura militare.

### Carriera
Intorno al 1647 D'Afflitto entrò al servizio come ingegnere militare del figlio naturale di Filippo IV, don Giovanni Giuseppe d'Austria, che fu a Napoli tra il 1647 e il 1648, per la repressione della rivolta di Masaniello. Don Giovanni lo volle con sé durante le sue numerose campagne militari. D'Afflitto partecipò alla campagna per la riconquista di Orbetello  e Porto Azzurro e seguì Don Giovanni nei Paesi Bassi e in Catalogna, dove partecipò all'assedio e al bombardamento di Tortosa. Lavorò anche al forte di Peñíscola a Valencia, al forte di Santa Caterina a Cadice e quello di Sanlúcar de Barrameda sul Guadalquivir. D'Afflitto fu poi chiamato a Madrid ad insegnare matematica al Real palazzo. Da Madrid passò a Saragozza verso il 1661, sempre al servizio della corte spagnola, tanto da meritarsi il titolo di matematico di sua maestà cattolica. In seguito alla caduta in disgrazia di don Giovanni Giuseppe, D'Afflitto entrò al servizio del granduca Ferdinando II. Non rimase a lungo Firenze: nel 1667 è a Roma (come si deduce da una lettera al Magliabechi), per poi passare a Genova dove rimase ino al 1671. Per conto della Repubblica di Genova D'Afflitto ispezionò le mura di Savona e concorse col Guerrini a fortificare Vado. Passato al servizio di Savoia, lavorando alle fortificazioni di Cuneo e di Nizza. Tornato infine Napoli, morì nel convento della Sanità, nel 1673.

## Pubblicazioni
La prima opera a stampa del D'Afflitto, De igne et ignivomis  è un trattato dell'utilizzo militare del fuoco: la prima parte tratta della natura del fuoco e di come alimentarlo, con diversi materiali, mentre nella seconda D'Afflitto descrive la varietà di polvere da sparo, fuochi artificiali, bombe esistenti e altri artifici bellici. Scrisse soprattutto sulle fortificazioni militari e sul loro utilizzo, oltre ad altre opere filosofico-religiose a lui attribuite o andate distrutte con la soppressione del Convento, come Terra seu quadripartites orbis, di cui Gennaro ne parlava in una lettera del 1669. Di seguito le sue opere conosciute:
- Muniendarum urbium, methodus modernus (1650)
- De igne et ignivomis, Cesaraugustae, typis Didadi Dormer, 1661.
- De munitione et fortificatione libr duo (Matriti s. d.)
- Breve trattato delle moderne fortificazioni, Firenze, all'insegna della Stella, 1664 (archiviato dall'url originale il 18 giugno 2006).
- Introdvzione alla moderna fortificazione (Firenze 1667)
- Trattato della moderna fortificazione all'uso de' Spagnoli, Francesi, Olandesi ed Italiani al serenissimo granduca di Toscana
- De Miscellanei teologici, Filosofici e predicabili (1678, postumo)
- Terra seu quadripartites orbis (1669, inedito)